# گشترودخان
گشت روخون، روستایی از توابع بخش مرکزی شهرستان فومن در استان گیلان ایران با اهالی که به زبان تالشی تکلم دارند است.
این روستا از جاذبه‌های گردشگری استان گیلان است که در شهرستان فومن قرار دارد. این منطقه به دلیل بهره‌مندی از اقلیمی مرطوب و معتدل، پوشش گیاهی بومی و جنگل‌های کم‌نظیر هیرکانی، مراتع ییلاقی، جلگه، رودهای متعدد خروشان و باغ‌های زیبای چای به ناحیه‌ای مناسب و مطلوب برای گردشگران و مسافران سراسر کشور تبدیل شده‌است. گشت رودخان در سال ۱۳۷۸ عنوان منطقه‌ای حفاظت‌شده را به خود اختصاص داد، چرا که در این منطقهٔ استان گیلان، زیستگاه گونه‌های مختلفی از جانوران از جمله قرقاول، آبیا، تشی، گورکن، سیاه‌گوش، روباه، گربهٔ جنگلی، گراز، خرس قهوه‌ای، مرال شوکا، شغال و پلنگ است. از ویژگی‌های گردشگری منطقه حفاظت شده گشت رودخان وجود دره‌های عمیق، رودهای بسیار و آبشارهای خروشان است که طبیعتی بکر و فوق‌العاده را برای بازدیدکنندگان تور گیلان بوجود آورده‌است. 
این جاذبهٔ طبیعی از جمله چشم نوازترین مناظر در طبیعت فومن بوده و بسیاری محو تماشای زیبایی‌های آن می‌شوند. از دیگر جاذبه گردشگری مهم دیگر منطقه حفاظت شده گشت رودخان، مکانی به نام سنگِ امام است که پس از طی مسافتِ حدود ۴ کیلومتر جاده خاکی از محله گرداولاست به آنجا می‌رسید. این مکان از آن جهت به این عنوان نامگذاری شده که گودی خاصی روی یک تکه سنگ بسیار بزرگ وسط رودخانه وجود دارد که گفته می‌شود تکیه گاه سر مطهر امامزاده‌ای در گذشته‌های دور در آن بوده‌است. در نزدیکی این تکه سنگ، خانه‌ای قدیمی ساخته شده از چوب و کلبه‌های متعددی با حیاط و محوطه وسیع وجود دارد که توسط یک خانواده اداره می‌شود. مسافران و گردشگرانی که به این نقطه از فومن سفر می‌کنند با جنگلی انبوه از شاخ و برگ درختانی زیبا روبرو می‌شوند که در زیر آن‌ها رودخانه‌ای پرآب و روان جریان دارد. از صدای دلپذیر آب و شنا در آب زلال آن در فصول گرم سال که بگذریم کلبه‌های چوبی ساخته شده در محوطه آن خانه قدیمی، لذت اقامتی چند ساعته و چه بسا یکی دو روزه را در منطقه حفاظت شده گشت رودخان دوچندان می‌کند.

## جمعیت
این روستا در دهستان گوراب پس قرار دارد و براساس سرشماری مرکز آمار ایران در سال ۱۳۸۵، جمعیت آن ۷۸۷ نفر (۲۰۲خانوار) بوده‌است.